# Codice ATCvet QI
Il codice ATCvet QI dei prodotti Immunologici è una sezione del sistema di classificazione Anatomico Terapeutico e Chimico per i prodotti medicinali veterinari, un sistema di codici alfanumerici sviluppato dall'OMS per la classificazione dei farmaci e altri prodotti medici.
Numeri nazionali della classificazione ATC possono includere codici aggiuntivi non presenti in questa lista, che segue la versione OMS.
QI Immunologici

QI01 - Immunologici per Aves

QI02 - Immunologici per Bovidae

QI03 - Immunologici per Caprinae

QI04 - Immunologici per Ovis

QI05 - Immunologici per Equidi

QI06 - Immunologici per Felidae

QI07 - Immunologici per Canidi

QI08 - Immunologici per Leporidae

QI09 - Immunologici per Suidi

QI10 - Immunologici per Pisces

QI11 - Immunologici per Roditori

QI20 - Immunologici per altre specie